# Astragalus parnassi calabricus
L'astragalo di Calabria  (Astragalus parnassi supsp. calabricus (Fisch.) Maassoumi) è un piccolo arbusto, annuale, appartenente alla  famiglia delle Fabacee (sottofamiglia Faboideae).

## Distribuzione e habitat
È una pianta endemica dei monti della Sila (Calabria).

Vive nei boschi di Pinus laricio e Castanea sativa tra gli 800 e 1600 s.l.m..

## Descrizione
La forma biologica è del tipo emicriptofita reptante (H  rept) : quindi sono piante perenni che si propagano per mezzo di gemme poste sul terreno i cui fusti sono striscianti e non molto alti.

Forma piccoli arbusti spinosi dalla tipica forma "a cuscinetto emisferico", alti non più di 40 centimetri.
Fiorisce tra giugno e luglio.